# Jamila Abdallah Taha al-Shanti
Jamila Abdallah Taha al-Shanti (Jabalia, 15 marzo 1955 – Gaza, 19 ottobre 2023) è stata una politica e attivista palestinese, membro dell'organizzazione islamista Hamas e dal 2006 al 2023 membro del Consiglio legislativo palestinese. È stata uccisa in un attacco israeliano a Gaza il 19 ottobre 2023, durante il conflitto Gaza-Israele del 2023.

## Biografia
Al-Shanti è nata il 15 marzo 1955 nel campo profughi di Jabalia, Striscia di Gaza, nel Mandato palestinese. Ha studiato lingua e letteratura inglese all'Università di Gerusalemme. 
È stata un membro attivo dell'organizzazione islamista Hamas, fondatrice dell'organizzazione femminile del gruppo e delegata alla Camera dei rappresentanti palestinese dal 2006 fino alla sua morte nel 2023. Era la moglie di Abd al-Aziz al-Rantissi, una delle figure importanti della causa palestinese e di Hamas, che perse la vita in un raid israeliano dell'aprile 2004, e aveva sei figli. Ha lavorato anche come docente presso l'Università islamica di Gaza a Gaza. 
Al-Shaanti morì all'età di 68 anni nell'attacco missilistico dell'esercito israeliano contro Gaza, in Palestina, il 19 ottobre 2023.